# Ударцева, Наталья Юрьевна
Ударцева Наталья Юрьевна (род. 13 ноября 1954) — журналист, фоторедактор, эксперт, преподаватель и исследователь фотографии, куратор масштабных фотопроектов и более 300 выставочных проектов, секретарь Союз фотохудожников России, член жюри российских и международных конкурсов. Автор статей о российских и зарубежных фотографах.

## Биография
Родилась 13 ноября 1954 года. Живёт и работает в Москве.
В 1979 году окончила факультет журналистики Московского государственного университета имени М. В. Ломоносова.
Работала главным редактором газеты «Станкиновский вестник», заместителем ответственного секретаря еженедельника «Учительская газета», еженедельника «Столица».
С 1995 до 2003 года — в еженедельном журнале «Огонёк», сначала бильдредактором, затем старшим бильдредактором, заместителем арт-директора, руководителем фотоотдела журнала «Огонёк».
В 2003 году назначена на должность директора фотослужбы издательского дома «ОВА-ПРЕСС», в 2004 стала директором фотослужбы издательского дома «Секрет фирмы».
В 2007—2008 годах — директор по спецпроектам, PR и маркетингу компании «ProLab Центр».
В 2008—2014 год — преподаватель курса «Пресс-фотография» в РГГУ
Главный консультант раздела «Фотоискусство» журнала «Фото&Техника» (2007—2014)
В 2010 году была приглашена куратором и руководителем программы фестиваля «Углич — лицо русской провинции» и изменила формат фестиваля, сделав его через несколько лет Международным фестивалем фотографии «Фотопарад в Угличе» (название фестивалю придумал Александр Китаев, название конкурса «Точка на карте» — Наталья Ударцева)
Член жюри российских и международных конкурсов в том числе: «Молодые фотографы России» (2014—2022), Межрегионального конкурса репортажной фотографии имени Александра Ефремова (2015—2022), Международного конкурса фотожурналистики имени Андрея Стенина (2015), «Род. Семья. Традиция» (2019), «Юность России»(2018—2021), ПрессФото России (2003), и других
С 2009 года по настоящее время — учредитель и генеральный директор компании «ФотоКарта», основатель и директор Школы визуальных искусств.
С 2015 года по настоящее время — член жюри конкурса репортажной фотографии имени Александра Ефремова и член оргкомитета форума «Сибирьфотофест. Тобол»

## Кураторская деятельность
С 2008 по 2018 гг — сокуратор проекта и выставки в разных городах России «Лучшие фотографии России»/The Best of Russia".
В 2017 — 2019 — один из организаторов фестиваля «ПитерФотоФест».
С 2014 года по наст. время — куратор ежегодного всероссийского фотоконкурса и фестиваля «Молодые фотографы России»
С 2021 года по наст. время — куратор Открытого всероссийского фотоконкурса и фестиваля «ФотоСоюз. Единство».

#### Куратор тематических выставок
- «100 лет с Россией» к 100-летию журнала «Огонёк»[19] (Москва, Фотоцентр на Гоголевском, Дом кино на Брестской)
- «Четыре сезона Владимира Путина»[20] (Москва, Винзавод, 2007)
- «Эволюция взгляда. 1991—2016» в рамках Фотобиеннале-2016[21] (Москва, выставочный зал «Манеж», 2016);
- «НЕРАВНОДУШНЫЕ» (Москва. Винзавод, 2019)
- «Тепло. Ещё теплее. Взгляд на новый климат» (совместно с посольством Великобритании в России: Москва, Екатеринбург, Пермь, Челябинск, 2009)
- «Сардиния. След Бога»[22] (Москва, Галерея на Солянке, 2007) и других.

Куратор персональных выставок Геннадия Копосова, Михаила Савина, Дмитрия Гущина, Романа Троценко, Владислава Флярковского, Алексея Лебединского и многих других.

## Редакторская деятельность
Составитель и редактор фотоальбомов:
- «Синяя вечность Муслима Магомаева» (2017)[23]
- «Большое Путешествие» (2015)
- Наталья Максимова «Край» (2012)[24]
- Сергей Максимишин. Последняя империя. Двадцать лет спустя. — Москва: Издатель Леонид Гусев, 2007. — 208 с. — 2750 экз. — ISBN 5-9649-0008-9.[25]
- «Вожди и люди. „Огонёк“. 100 лет с Россией» (1999)[26]
- Вивиан дель Рио. Habana + Москва. — Фотокарта, 2014. — С. 112. — 1500 экз. — ISBN 978-5-9905366-2-3.[27] (2014)
- «ФОТОПАРАД» (2014)
- Борис Игнатович. Фотографии 1927-1963. — Москва: Арт-Родник, 2002. — 144 с. — 1025 экз. — ISBN 5-88896-099-3.[28]

## Награды
Имеет правительственную награду — медаль Пушкина (Указ Президента РФ от 16.12.1999 № 1645)